# Blanhac
Blanhac, en francès i oficialment Blagnac, és un comú occità que administrativament forma part del departament de l'Alta Garona, a la regió Occitània. L'1 de gener del 2022 tenia 27.314 habitants repartits per 16,88 km². Forma part de l'aglomeració de Tolosa i és on hi ha l'aeroport d'aquesta ciutat. La ciutat acull el museu de l'aviació Aeroscopia.

## Ciutats agermanades
- Buxhtu (Baixa Saxònia) (1995), per la prèsencia d'una filial d'Airbus a ambdues ciutats.[4]